# منصور بوشناف

رواية للكاتب منصور بوشناف

منصور بوشناف من مواليد 22 أكتوبر 1954،
هو كاتب ليبي. بدأ مسيرته الأدبية ككاتب مسرحي وكاتب مقالات قبل كتابة أول رواية له تحت عنوان مضغ العلكة (رواية) والتي حُظرت من النشر عام 2008 في ليبيا. نَشر بوشناف عددا من المقالات في صحيفة الحياة، القدس العربي، جريدة العرب. تمت ترجمة روايته مضغ العلكة إلى اللغة الإنجليزية حيث صدرت سنة 2014. يعيش منصور حاليا في طرابلس.

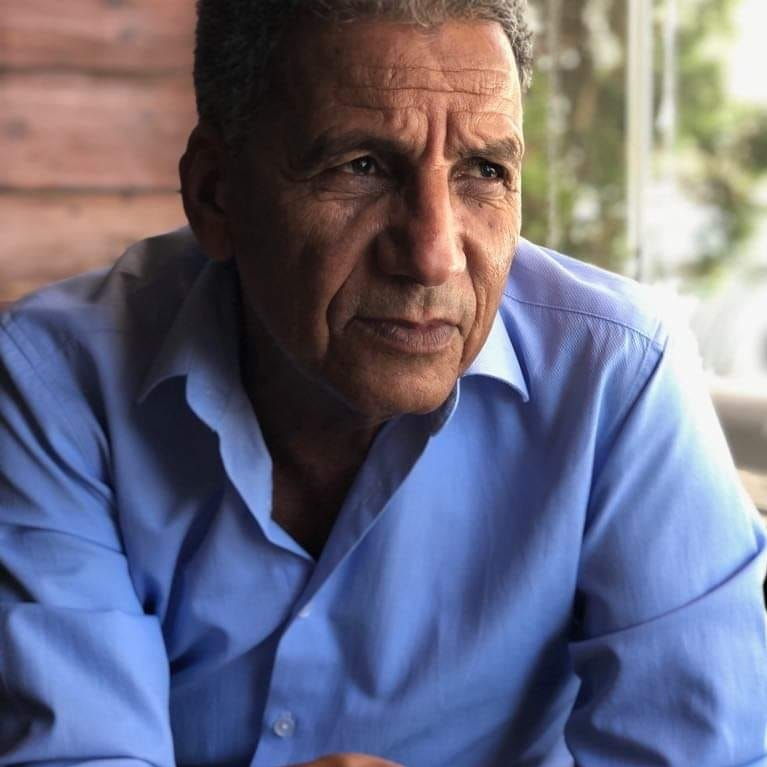
الكاتب منصور بوشناف

## الخلفية
وُلد منصور بوشناف في بني وليد وهي بلدة صغيرة جنوب غرب العاصمة الليبية طرابلس. درس في بني وليد ومن ثم انتقل إلى مصراتة حيث بدأ الكتابة والتحرير بينما كان يدرس الدراما في أحد النوادي الشبابية.
بدأ كتابة مقالات في الصحف الليبية في عام 1970 عندما كان طالبا في الجامعة قاريونس، اعتقل في سنة 1973 لمدة ستة أشهر ببسب مسرحية تداخل الحكايات في غياب الراوي ثم زادت شهرته عقب اعتقاله في يوم 7ابريل
عام 1976 من قبل نظام القذافي فقضى 12 عاما في السجن مع كتاب ومثقفين آخرين. بعد الإفراج عنه في عام 1988؛ كتب بوشناف العديد من المسرحيات التي تم إنتاجها وبات من بين أشهر الكُتّاب في ليبيا وفي الدول العربية في شمال أفريقيا.

## المراجع

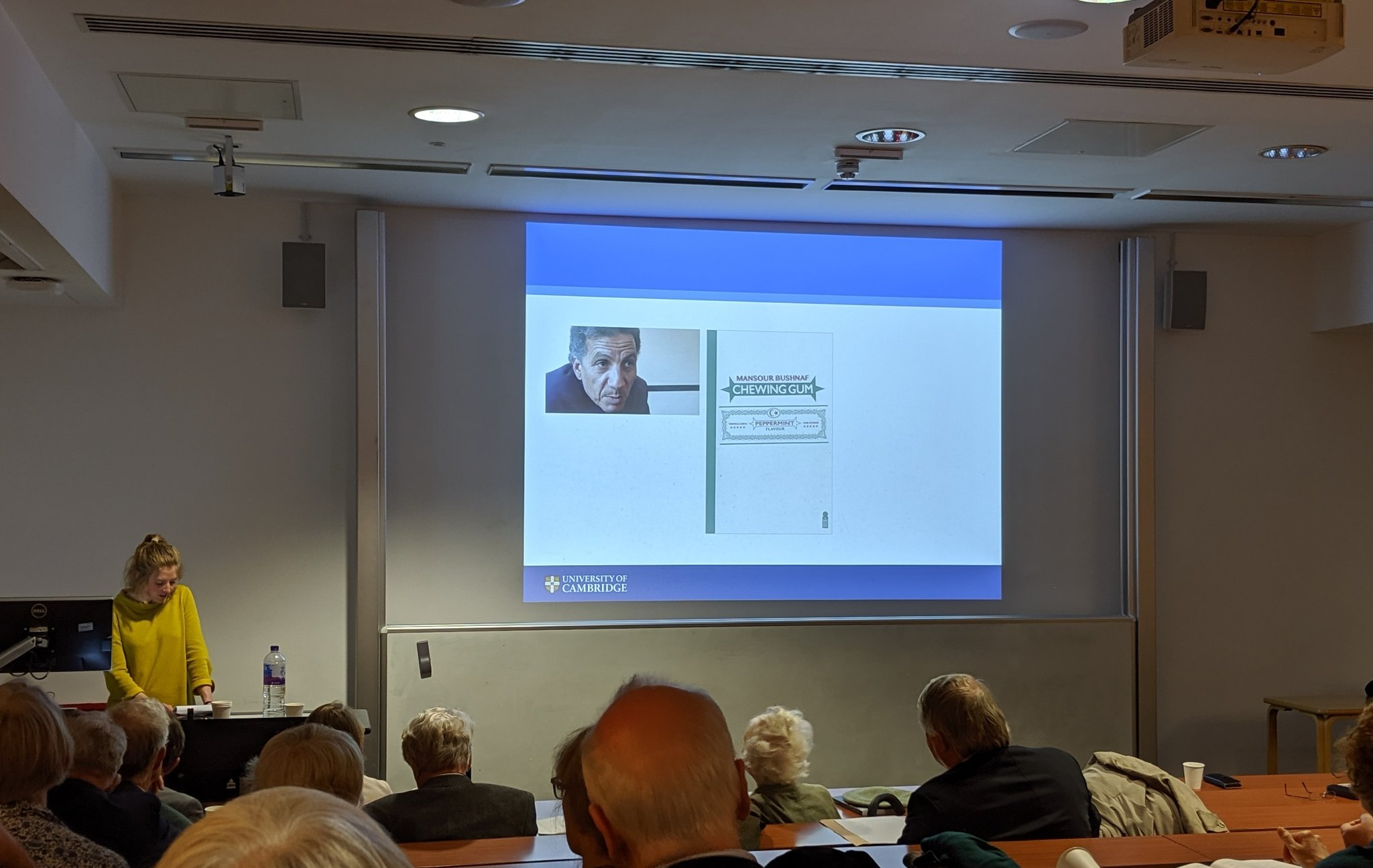
محاضرة استاذه كاريس بكامبريدج

## المسيرة الأدبية
كتب بوشناف العديد من المسرحيات التي عُرضت على مسارح ليبيا. نُشرت روايته الأولى تحت عنوان سراب الليل ... مضغ العلكة باللغة العربية في أوائل عام 2008 من قبل ناشر مستقل في القاهرة ولكن سرعان ما حظرتها السلطات الليبية ومنعت توزيعها داخل البلاد. نُشرت الرواية في حزيران/يونيو 2014 من قبل ناشر مستقل في لندن مع ترجمة من المٌترجمة منى زكي.

## قائمة مؤلفاته

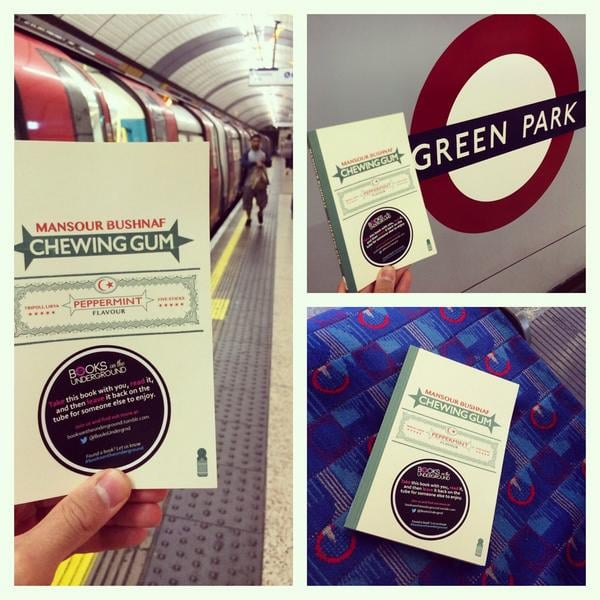
منصور بوشناف.. روائي وكاتب مسرحي ليبي، ترجمت روايتُه الأولى «العلكة» إلى عدة لغات أجنبية، ولكنه يرى أن الأدب العربي المترجم لا يلقى الاهتمام المطلوب، وتتناول الرواية الحياة بمدينة طرابلس والوضع العام في ليبيا خلال فترة الثمانينات من القرن الماضي، وهي رواية تفيض بالسخرية وتصوّر حياة المجتمع تحت نظام ديكتاتوري.

| الكتاب        | سنة الإصدار | النوع | ردمك                  | ملاحظات |
| ------------- | ----------- | ----- | --------------------- | --- |
| مضغ العلكة    | 2008        | رواية | (ردمك 978-1850772729) | تمّ ترجمة الرواية عام 2014 في لندن إلى اللغة الإنجليزية، ناهيك عن أنها ممنوعة من التوزيع في ليبيا.                                                                                      |
| الكلب االذهبي | 2021        |       | ردمك: 9789775496799   | هو الفرن الطرابلسي إذن، حيث لا تتوقف الكائنات عن التحول والمسخ عبر كل العصور، وحيث تئن دائماً إما الغزالة وإما الحسناء، إما لوكيوس حمار أبوليوس الذهبي وإما بطلي، إما أبوليوس وإما أنا. |

| المسرحية                      | تاريخ الاصدار |  |  |
| ----------------------------- | ------------- |  |  |
| الانسان والشيطان              | 1973          |  |  |
| تداخل الحكايات في غياب الراوي | 1975          |  |  |
| عندما تحكم الجرذان            | 1976          |  |  |
| العروس                        |               |  |  |
| الحجالات                      | 2006          |  |  |